# 柴⽥⼀树
柴田一树（日语： Kazuki Shibata，1998年6月28日—），日本男子羽毛球運動員，亦為現役日本國家羽毛球隊（B隊）成員。現屬屬於东日本电信电话株式会社羽毛球部。

## 主要比賽成績
只列出曾進入準決賽的國際賽事成績：
| 年份 | 賽事 | 公開賽級別 | 項目 | 拍檔 | 成績 |
| ---- | ---- | ---------- | ---- | ---- | ---- |

| 2018-2026年 | 總決賽 | 超級1000賽 | 超級750賽 | 超級500賽 | 超級300賽 | 超級100賽 | 國際挑戰賽 | 國際系列賽 | 未來系列賽 | 其他 |

## 外部連結
- 柴⽥⼀树在世界羽球聯盟的登錄資料